# Эстеве Герреро, Мануэль
Мануэль Эстеве Герреро (исп. Manuel Esteve Guerrero; 25 июля 1905, Херес-де-ла-Фронтера, Андалусия — 14 сентября 1976, Херес-де-ла-Фронтера, Андалусия) — испанский археолог, игравший ключевую роль в развитии археологии в городе Херес-де-ла-Фронтера (Андалусия).

## Биография
Мануэль Эстеве Герреро родился в 1905 году в Хересе в семье архитекторов. Получив высшее образование (лиценциат по философии и литературе), в молодом возрасте занял должность директора Муниципальной библиотеки Хереса (c 1931 года). С ранних лет Эстеве проявлял большой интерес к истории искусства и археологии, параллельно с работой библиотекаря участвуя в сохранении исторических ценностей города. Благодаря его усилиям при библиотеке была обустроена и систематизирована коллекция археологических находок Хереса.

## Карьера и археологическая деятельность
Эстеве сочетал обязанности главного библиотекаря с работой хранителя местного археологического собрания. Под его руководством в 1935 году древности, ранее хранившиеся разрозненно, были впервые выставлены для публики как Муниципальная археологическая коллекция в Хересе . Широкую известность Эстеве получил благодаря случаю во время Гражданской войны: в 1938 году близ устья реки Гуадалете был обнаружен древнегреческий коринфский шлем, и молодой археолог оперативно добился передачи этой редкой находки в городскую коллекцию . Эффективные действия Эстеве привлекли внимание научных кругов Испании и Европы, и имя археолога стало известно за пределами родного города. Этот шлем ныне экспонируется как одна из ценнейших реликвий музея Хереса .
После успеха с шлемом Мануэль Эстеве посвятил себя полевым исследованиям. В 1940-х — 1950-х годах он возглавил серию раскопок на археологическом памятнике Месас-де-Аста (Mesas de Asta) — месте, отождествляемом с древним городом Аста Регия близ Хереса. Эстеве был назначен официальным местным комиссаром раскопок (национальной Археологической службой под руководством Хулио Мартинеса Санта-Олайи) и получил государственное финансирование для исследований. Его раскопки в Месас-де-Аста (проведены в частности в 1942-43, 1945-46, 1949-50 и 1955-56 годах) раскрыли культурные напластования от доримской эпохи до средневековья. В тот период Аста Регия рассматривалась учёными как возможный центр легендарной тартессийской цивилизации, и работы Эстеве внесли значимый вклад в изучение этой гипотезы. Собранные артефакты (керамика, бронзовые изделия, скульптуры и пр.) существенно пополнили музейное собрание Хереса. К середине 1960-х годов благодаря находкам Эстеве и его настойчивости Муниципальная коллекция получила официальный статус музея: в 1963 году Министерством культуры она была преобразована в Музей археологии Хереса. Эстеве Герреро стал первым директором этого музея и оставался на этом посту до выхода на пенсию в 1975 году. Он не оставлял попыток добиться строительства нового просторного здания для музея, библиотеки и архива, практически в одиночку создавая учреждение, которым город пользуется поныне. Мануэль Эстеве скончался в 1976 году, через год после ухода с должности.

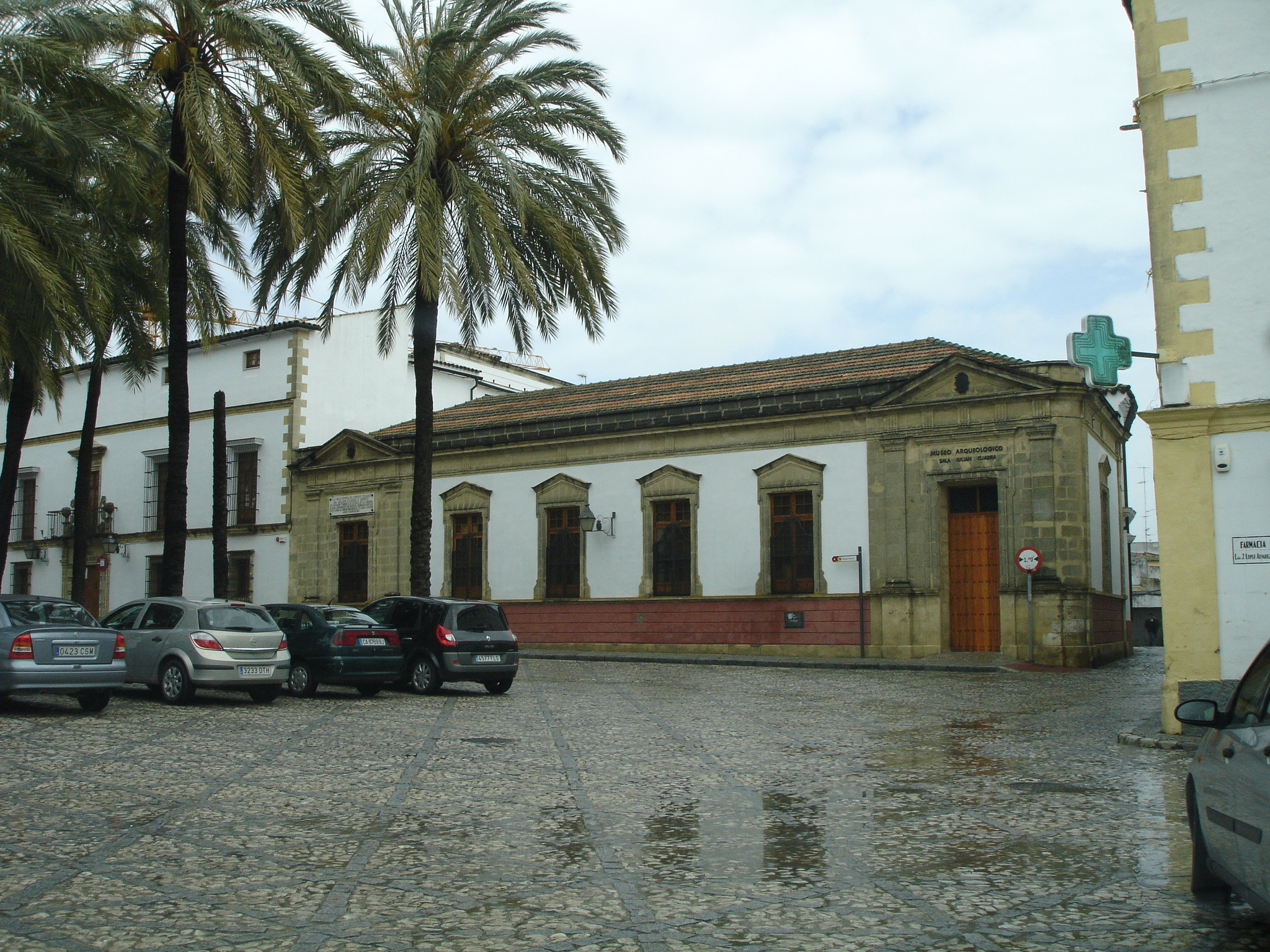
Здание музея археологии в Хересе-де-ла-Фронтера. Истоки этого музея восходят к коллекции, созданной и развитой Мануэлем Эстеве, официально получившей статус музея в 1963 году.

## Вклад в археологию
Мануэль Эстеве Герреро внёс неоценимый вклад в сохранение и исследование археологического наследия южной Испании. Во многом именно благодаря его усилиям в Хересе появилось современное археологическое хранилище и музей, без которых невозможно представить историю местной археологии. Он первым систематически исследовал памятник Месас-де-Аста, собрав ценный материал по культуре древней Асты Регии и тем самым расширив знания о цивилизации Тартессоса и ранней истории Андалусии. Эстеве умел привлечь внимание властей к важности археологических находок — примером тому служит история с коринфским шлемом, ставшим достоянием общественности во многом благодаря его инициативе. За более чем 40 лет деятельности (с 1930-х до 1970-х) он практически в одиночку сформировал Археологический музей Хереса, пополнив его коллекцию сотнями артефактов — от доисторических идолов и античной керамики до средневековых реликвий. Несмотря на трудности эпохи (Гражданская война, послевоенная разруха, цензура), Эстеве проявил настойчивость и организаторский талант, благодаря чему многие памятники истории были сохранены, а Херес-де-ла-Фронтера занял достойное место на археологической карте Испании.